# لی جونگ-سو
لی جونگ-سو (انگلیسی: Lee Jung-su؛ زادهٔ ۳۰ نوامبر ۱۹۸۹) اسکیت‌باز سرعت اهل کره جنوبی است.